# Dactylosternum dispar
Dactylosternum dispar är en skalbaggsart som först beskrevs av Sharp 1882.  Dactylosternum dispar ingår i släktet Dactylosternum och familjen palpbaggar. Inga underarter finns listade i Catalogue of Life.